# Ferrovia Davos-Filisur
La ferrovia Davos-Filisur è una linea ferroviaria a scartamento metrico e trazione elettrica del Cantone dei Grigioni in Svizzera esercita dalla Ferrovia Retica

## Storia
La ferrovia tra Davos e Filisur venne inaugurata il 5 luglio 1909. Venne esercita inizialmente con trazione a vapore ma nel 1919 venne convertita alla trazione elettrica sia per motivi di economia che per motivi di esercizio.

## Caratteristiche
La linea è a binario unico per tutto il percorso e a scartamento ridotto da 1.000 mm. È a trazione elettrica a corrente alternata monofase a tensione di 11 kV alla frequenza di 16,7 Hz.
Il percorso è lungo poco più di 19 km e attraversa 14 gallerie per circa 4.200 m; attraversa anche 28 tra ponti e viadotti. Si snoda attraverso la valle del fiume Landwasser che viene attraversato svariate volte per mezzo di ponti e viadotti. il più imponente della linea è il viadotto di Wiesen alto 88 m sul fondo valle. È stata elettrificata nel 1919.

## Percorso

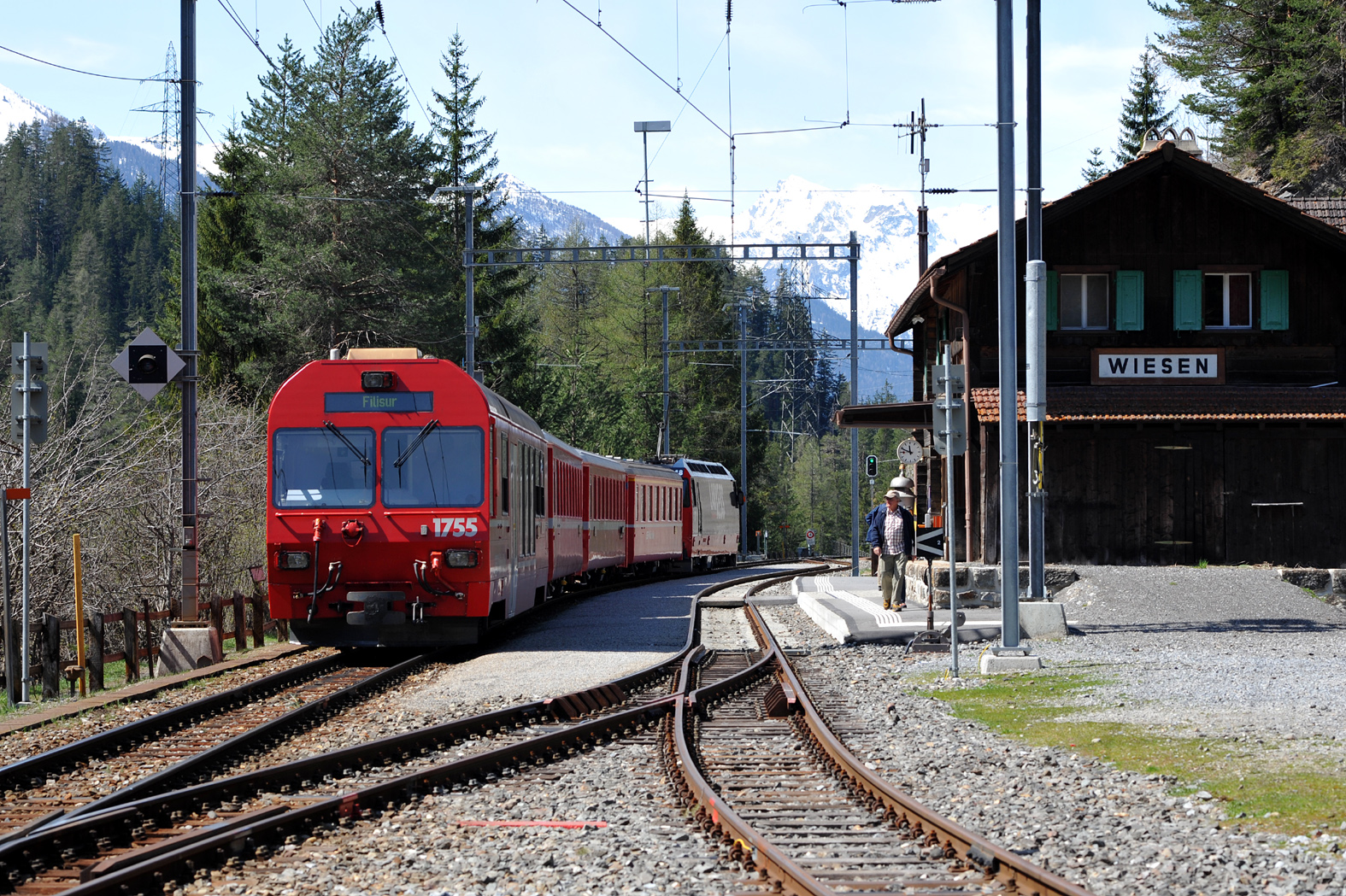
Moderno treno reversibile a Wiesen

| Continuation backward |

| Station on track |

| Unknown route-map component "bWBRÜCKE1" |

| Unknown route-map component "eHST" |

| Unknown route-map component "bWBRÜCKE1" |

| Station on track |

| Unknown route-map component "bWBRÜCKE1" |

| Station on track |

| Station on track |

| Enter and exit tunnel |

| Unknown route-map component "bWBRÜCKE1" |

| Enter and exit tunnel |

| Station on track |

| Unknown route-map component "hbKRZWae" |

| Unknown route-map component "dCONTgq" | Unknown route-map component "ABZg+r" | Unknown route-map component "d" |

| Station on track |

| Unknown route-map component "d" | One way leftward | Unknown route-map component "dCONTfq" |